# Enzersfeld im Weinviertel
Enzersfeld im Weinviertel là một thị xã thuộc huyện Korneuburg trong bang Niederösterreich, Áo.